# Museo Histórico-Arqueológico de Almedinilla
El Museo Histórico-Arqueológico de Almedinilla fue creado por acuerdo plenario del ayuntamiento de Almedinilla, en sesión celebrada el día 30 de julio de 1994, ratificado en el Pleno celebrado el día 11 de mayo de 1995, para la promoción y fomento de la cultura, como un servicio municipal que reúna y conserve con fines de investigación, educación, disfrute y promoción científica, un amplio conjunto de testimonios de la actividad del hombre y su entorno natural, para el conocimiento de la historia, la antropología y el arte del término municipal. Finalmente fue inaugurado en 1999 con un espacio de 1200 metros cuadrados divididos en tres salas: Sala del Aceite, Sala Íbera y Sala Romana.

## Colección
Los fondos del Museo se componen de una colección de materiales arqueológicos, procedentes de excavaciones y de donaciones de particulares, que dan testimonio del importante pasado histórico de Almedinilla y la Subbética Cordobesa.
La colección se presenta estructurada en los dos bloques centrales de la exposición permanente, uno dedicado a la cultura ibérica centrado en el poblado del Cerro de la Cruz y otro a la cultura romana alrededor de la villa y la necrópolis de El Ruedo.
La sede del Museo se encuentra en la planta baja del antiguo edificio del Ayuntamiento de Almedinilla, situado en la calle Río, número 5. 
Entre su colección destaca la estatua del dios Hypnos de la villa romana de El Ruedo, otra escultura de la diosa Hermafrodita y diferentes falcatas encontradas en el poblado íbero, a unos pocos kilómetros.